# György Lakatos
György Lakatos (Kalocsa, Hongria, 3 de setembre de 1960) és un fagotista hongarès.
Amb disset anys, el 1986 es va graduar a l'Acadèmia de música Ferenc Liszt de Budapest amb els professors László Hara, László Hara Jr, Janota Gabor i Fülemile Tibor. Des del 1983 va ser el fagotista principal de l'orquestra de l'Òpera Nacional Hongaresa. Alguns anys més tard es converteix també en el fagotista principal de l'Orquestra Filharmònica de Budapest. Amb el Quintet de vent Aquincum va guanyar el primer premi al concurs de música de cambra d'Ancona (Itàlia) de 1984 i el premi especial del jurat en el concurs de quintets de vent de Colmar (França) de 1985.
Va ser elegit Artista de l'Any per l'Òpera Estatal d'Hongria el 1987. En quatre ocasions, entre 1993 i 1997, va obtenir el Premi Artisjus, atorgat per l'Oficina Hongaresa per a la Protecció dels Drets d'Autor per a la millor interpretació d'obres contemporànies. Va ser guardonat amb el Premi Liszt el 1996, i el 1997 va guanyar la Beca d'Eötvös a París, la beca de Soros a Oberlin (1998) i a Londres (2000).
Ha fet concerts, competit o ensenyat a gairebé tots els països d'Europa, però també ha fet gires per Amèrica i Israel. Des del començament de la seva carrera ha tingut un gran interès per les composicions contemporànies. Per a ell han escrit més de 50 obres si es tenen en compte les peces escrites per al Trio Lignum (al qual pertany des del 1997) i les obres per al Corridor Fagott Quartett.
Des del 2004, és professor de l'Acadèmia de Música Ferenc Liszt.
György Lakatos va fundar el Blue Bird Festival a la seva ciutat natal per ajudar a la recuperació dels nens malalts.